# Fiat Duna
La Fiat Duna (in Europa e Argentina; Fiat Prêmio in Brasile, Colombia e Ecuador; Fiat Premio in Venezuela) è un'automobile berlina del segmento B prodotta dalla casa automobilistica italiana FIAT in Sudamerica dal 1985 al 2000. Fu importata anche in Europa tra il 1987 e il 1991 (fino al 1997 la versione weekend).
Disegnata da Giorgetto Giugiaro per il Centro Stile Fiat di Torino, prodotta da Fiat Automóveis S.A. nello stabilimento di Betim (Brasile) e da Sevel S.A. a El Palomar (Argentina), fa parte insieme alla Fiat Uno, dalla quale deriva, del progetto FIAT 146.
Si distinse fra la concorrenza per il suo spazio interno rapportato all'ingombro esterno, il suo comfort e la sua robustezza. Con un Cx di 0,34 era una delle auto più aerodinamiche del segmento per l'epoca.

## Storia

### Nascita
La FIAT, presente in Sudamerica dal 1976 quando fu inaugurato l'impianto di Betim dedito alla produzione per il mercato interno della 147, versione irrobustita della 127 (provvedimento resosi necessario per poter affrontare meglio le accidentate strade dell'America Latina) in seguito importata anche in Europa (127 Rustica) insieme alle sue evoluzioni (la Spazio, conosciuta come 127 unificata in Italia) e varianti familiare (127 Panorama) e commerciale (Fiorino), si trovava nei primi anni '80 a dover rinnovare la propria gamma di modelli.
Come primo passo si decise di iniziare a costruire dal 1984 la nuova Uno lanciata l'anno prima con successo in Europa. Anche questa fu rivista come accaduto per la 147 con la quale condivide diverse soluzioni nell'assetto: le sospensioni anteriori sono classiche MacPherson con molle disassate mentre le posteriori sono a bracci trasversali inferiori uniti da una balestra che svolge anche la funzione antirollio. Esteticamente invece l'auto rimase invariata a parte il cofano motore e i parafanghi anteriori di forma diversa, soluzione adottata per ottenere un maggiore spazio sia nel vano motore, ora sufficiente ad ospitare persino la ruota di scorta, sia nel sottoscocca posteriore che, mancante ora di vano per la ruota di scorta, può ospitare un serbatoio più largo, più capiente e montato in una posizione più alta nei confronti del suolo. Internamente vennero adottati dei tessuti molto più resistenti e duraturi rispetto ai modelli italiani.
La nuova Uno fu accolta anche qui con un successo travolgente (in questa particolare forma costruita in Brasile verrà conosciuta anche in Europa nel 1989 grazie all'importazione dell'allestimento CS, intermedio fra la base e la top di gamma, come alternativa economica alla Uno seconda serie) ma a questo punto la FIAT peccava ancora nel mercato sudamericano delle berline tre volumi e familiari, dominato dalle Volkswagen Passat (e la sua variante a tre volumi Santana) e Chevrolet Monza (Opel Ascona C in Europa), non avendo modelli adatti da proporre dopo la dismissione delle oramai superate Oggi (variante a tre volumi della Spazio) e Panorama.
A Torino si decise quindi, per una non indifferente economia di progettazione e di scala, di realizzare un nuovo modello partendo dalla neonata Uno potendo quindi utilizzare le stesse linee di montaggio brasiliane senza crearne o importarne di nuove dall'Italia per un altro modello totalmente differente, condividendo anche la quasi totalità dei pezzi di ricambio. Così, dopo qualche mese di sperimentazione stilistica e collaudi, nel 1985 la Prêmio era già pronta a debuttare.

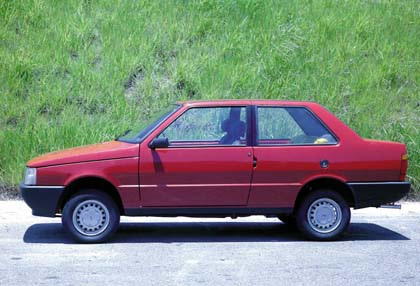
Fiat Prêmio

Si tratta in sostanza di una Uno con un lunotto posteriore più curvato e un'inedita "coda" avvolta da un nuovo paraurti avvolgente: il risultato è un'abitabilità migliore per i passeggeri seduti sul divanetto posteriore (montato qualche centimetro più indietro rispetto alla Uno e dotato di schienale più ampio che avvolge i passaruota) e un baule da ben 503 litri di capacità, il tutto mantenendo lo stesso passo della Uno.
Inizialmente era disponibile solo con carrozzeria a 2 porte e nei medesimi allestimenti della Uno:
- S (modello base, motore 1300 cm³ benzina o alcol da 60 CV, cambio a 4 marce con quinta optional);
- CS (motore 1500 cm³ benzina o alcol da 70 CV, cambio a 5 marce di serie).

L'auto si rivelò da subito riuscitissima, tanto da vincere nel 1986 il titolo "Auto dell'anno" attribuito dalla rivista brasiliana Auto Esporte.
Nello stesso anno fu affiancata da una variante 3 porte con carrozzeria familiare, dotata di portellone posteriore ed una praticissima soglia di carico a livello col pavimento, la Fiat Elba, in vendita nei medesimi allestimenti. Si venne così a creare la nuova famiglia di auto FIAT che poteva rispondere alle esigenze di ogni cliente, senza distaccarsi dall'originario progetto 146.
Nel 1987 visto il gran successo di vendite, fu introdotto per entrambe l'allestimento CSL (Comfort Super Lusso), inserito come top di gamma: esso comprendeva una nuova conformazione a 4 porte (con un "taglio" che proiettava la linea del cofano anteriore sulle fiancate), un inedito cruscotto (di netta ispirazione Opel Ascona C) con orologio analogico nel quadro strumenti, montanti interni rivestiti in plastica, tappezzeria e sottotetto (non più cartonato) di qualità superiore, lunotto termico (sulla Elba con tergilunotto) ed una serie di modanature cromate su paraurti e guarnizioni dei vetri. Disponibili opzionalmente il contagiri al posto dell'orologio, sostituito da uno in forma digitale integrato in un diverso specchietto retrovisore interno che dispone anche di luce di cortesia orientabile, gli alzavetri elettrici anteriori, la chiusura centralizzata e il check control (strumento elettronico che segnala guasti alle luci esterne e l'incorretta chiusura delle porte).

### L'importazione in Europa
Fu a questo punto che la FIAT, allora guidata da Vittorio Ghidella e sicura del successo di queste vetture in Sudamerica, decise di importare le nuove Prêmio CSL ed Elba CSL in Europa, rivedendone la meccanica secondo le normative fiscali locali per la tassazione dei veicoli a motore. Tuttavia, siccome il progetto originario non prevedeva la realizzazione del nuovo cruscotto adattato per la guida a destra, le auto non sono mai state importate nel Regno Unito, Irlanda e nella Repubblica di Malta.
Le vetture debuttarono in Italia il 23 gennaio 1987 e vennero rinominate, come per il mercato argentino, in Duna la versione berlina e in Duna Weekend la variante familiare. 
L'allestimento era unico, basato sul sovracitato CSL brasiliano. Non era disponibile la carrozzeria a 2 porte (o a 3 porte nella versione Weekend) né era possibile scegliere il colore e la trama della tappezzeria che dipendevano unicamente da abbinamenti predefiniti col colore scelto per la vernice. Tuttavia, oltre agli optional precedentemente elencati, erano disponibili 3 versioni corrispondenti ad altrettanti motori:
| Modello | Alimentazione | Cilindrata (cm³) | Potenza (CV)       | Coppia max (Nm)     | 0–100 km/h (secondi) | Velocità max (km/h) | Consumo medio (km/l) |
| Duna 60 | Benzina       | 1116             | 58 @ 5500 giri/min | 85 @ 2750 giri/min  | 15,0                 | 150                 | 14,7                 |
| Duna 70 | Benzina       | 1301             | 67 @ 5500 giri/min | 101 @ 2500 giri/min | 13,2                 | 160                 | 14,5                 |
| Duna DS | Diesel        | 1697             | 60 @ 4500 giri/min | 103 @ 3000 giri/min | 18,0                 | 150                 | 16,8                 |

Il motore 1116 cm³ non è da confondere col 1116 cm³ della 128 mentre il 1301 cm³ è diverso da quello, di identica cilindrata, montato su altre vetture FIAT europee del tempo (Ritmo, Regata e Uno). Tutti i motori della Duna appartenevano infatti alla serie "Brasile", della quale facevano parte anche il 1049 cm³, montato in Europa sulla Fiat 127 e sull'Autobianchi Y10, ed il 994 cm³ montato su alcune versioni della Uno europea seconda serie (Trend, Start). Si tratta di un robusto monoalbero in testa con distribuzione a cinghia dentata; lo spinterogeno, la pompa della benzina, il motorino d'avviamento e l'alternatore sono posizionati dietro, mentre il carburatore ed il collettore di aspirazione davanti. Le camere di scoppio hanno una forma "a vasca" e i supporti di banco sono 5. Tutte le versioni avevano il cambio a 5 marce di serie.

Il motore Diesel da 1697 cm³ invece è lo stesso montato sulle Ritmo, Regata e Uno e rappresenta una novità dato che in Brasile ai tempi non era disponibile un motore Diesel su queste auto. 

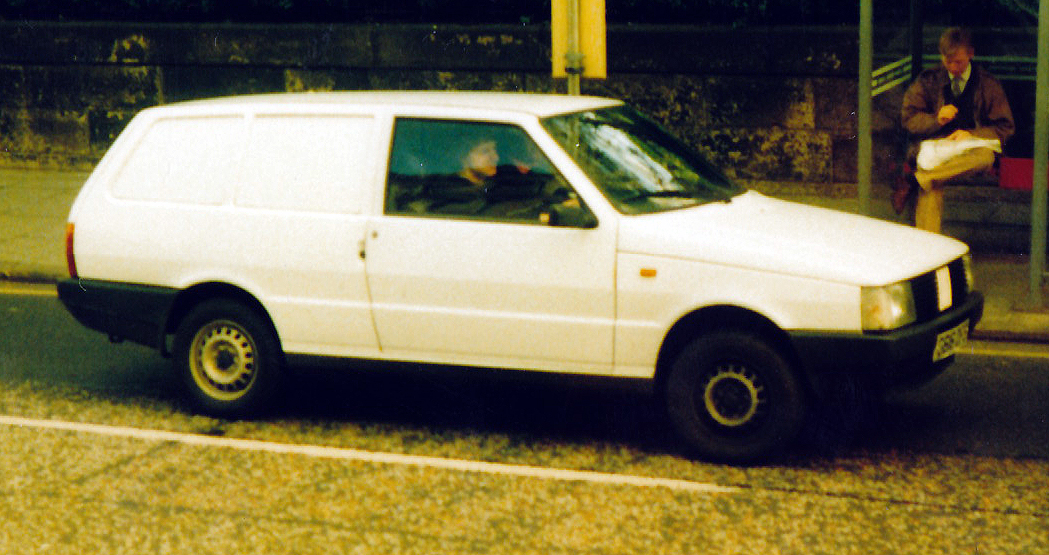
Fiat Citivan

### Sviluppo successivo
A partire dallo stesso anno vennero realizzati, sempre in Brasile, due nuovi veicoli commerciali basati sulla versione base della Elba che, adottando il classico cruscotto della Uno disponibile anche per i mercati con guida a destra già dal 1983, furono stavolta resi disponibili per il mondo intero. Si tratta del nuovo Fiorino (importato in Europa dal 1988 al 2000) e della Fiat Penny (o Citivan nel mercato britannico".), una Elba S base quindi solo a 3 porte, mancante di divanetto posteriore, con dei pannelli in lamiera saldati al posto dei vetri posteriori ed una paratìa divisoria fissa tra l'abitacolo e l'ampio piano di carico, completamente piatto, che si è venuto a creare. Il risultato fu una pratica furgonetta dal nome che segue la consuetudine della FIAT nell'attribuire nomi di monete alla propria gamma veicoli commerciali.
A inizio 1989 fu eseguito un leggero restyling comune sia alla berlina che alla familiare: furono introdotti nuovi fascioni paracolpi in plastica nera sulle fiancate, paraurti leggermente modificati, diversi copriruota, montanti verniciati di nero opaco, mascherina verniciata in tinta con la carrozzeria, fanali posteriori dalla nuova colorazione fumè e alcune modifiche di dettaglio agli interni. La berlina, inoltre, fu dotata di una modanatura in plastica nera che collegava i gruppi ottici posteriori: oltre a rinnovare l'aspetto estetico fungeva anche da comoda maniglia per l'apertura del baule, assente nella precedente versione. La rinnovata gamma eliminava a listino la 60 Weekend e la DS diesel berlina.

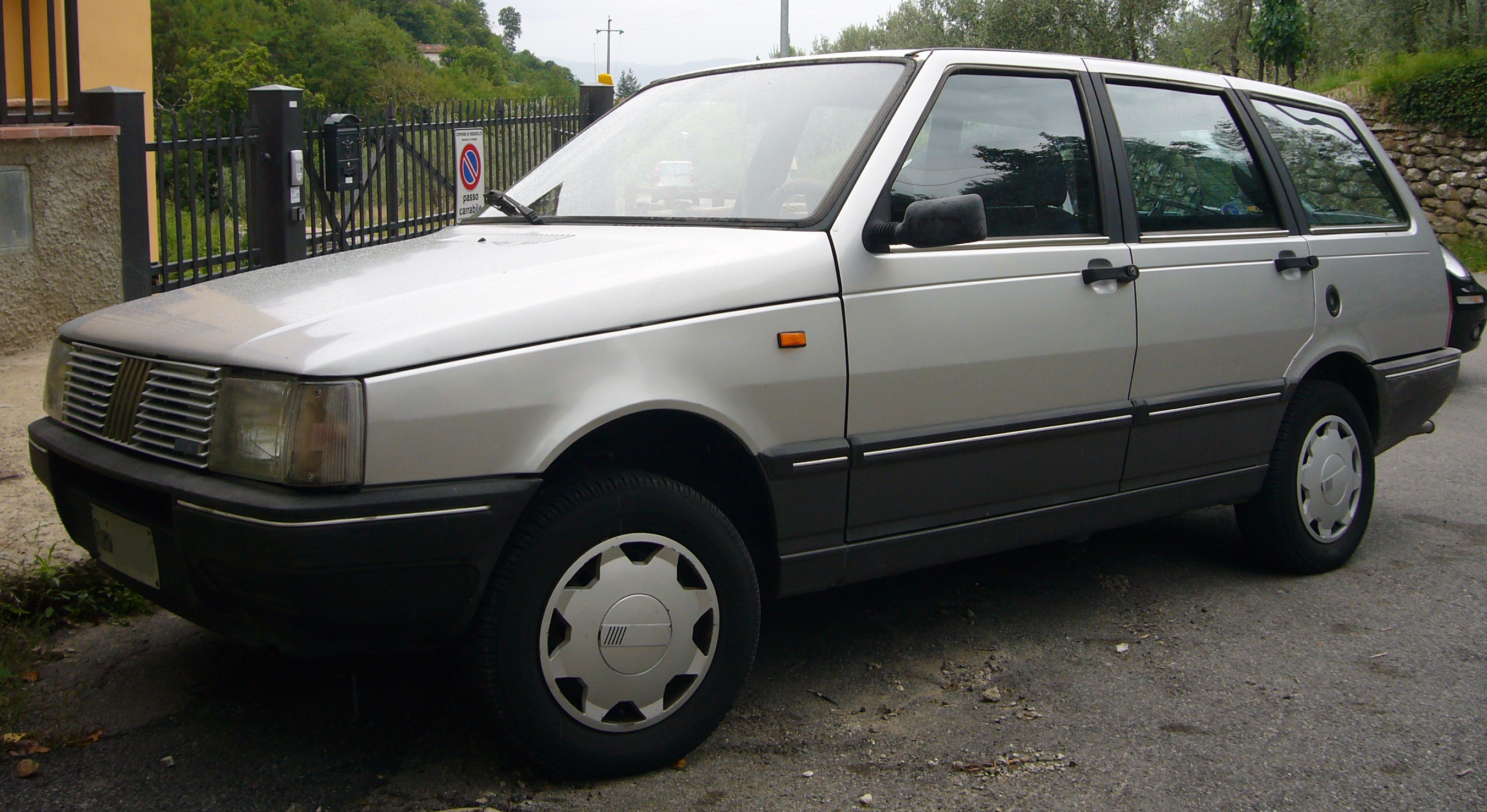
Fiat Duna weekend dopo il restyling del 1989

Nel mese di agosto dello stesso anno fu presentata, in tiratura limitata a 500 pezzi per il solo mercato argentino, la Duna SCX (Super Comfort eXtreme), frutto di una collaborazione con la IAVA. Unica versione sportiva dell'intera famiglia, fu equipaggiata con un motore Sevel 1500 cm³ da 90 CV @ 5600 giri/min, nuovi cerchi in lega specifici, volante sportivo dedicato, inserto rosso verniciato sulle fiancate, nuovi paraurti (di cui l'anteriore dotato di spoiler e fari fendinebbia) e spoiler posteriore sul baule. Diversi esemplari gareggiarono per alcuni anni in un locale campionato monomarca.
Nel frattempo, la Federazione Internazionale dell'Automobile sottopose la Duna ad un durissimo test di affidabilità: 25.000 chilometri, da percorrersi rigorosamente a pieno regime, all'autodromo di Rafaela in Argentina. I tre esemplari testati e i loro equipaggi, assistiti da una squadra di meccanici che per una settimana ha lavorato sostituendo gomme e fluidi ad intervalli regolari, superarono la prova in 170 ore, 44 minuti e 34 secondi, ad una media di 146 km/h e con un consumo medio di 13,31 l/100 km.

### La fine delle vendite in Europa e i modelli Innocenti
Nonostante tutto nel luglio del 1991, a causa di insoddisfacenti numeri di vendita della versione berlina nel mercato europeo, la Duna e i modelli derivati (ad eccezione del Fiorino) vennero tolti dai listini della gamma Fiat. La produzione continuò invece con successo nel mercato sudamericano (in Brasile fino al 1994) con nuovi allestimenti e due ulteriori restyling:

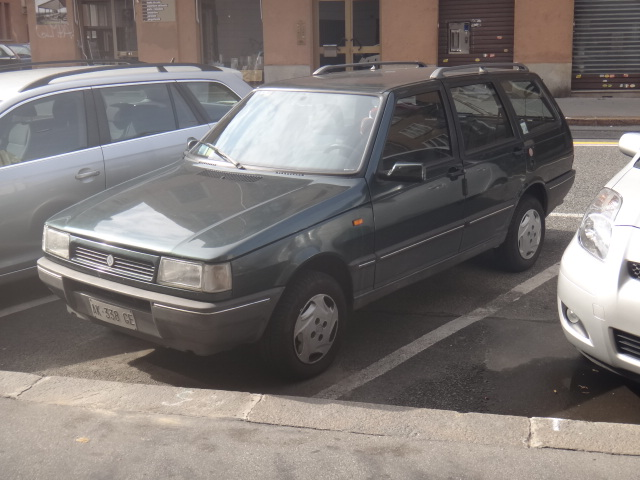
Una Elba marchiata Innocenti

- Una Elba marchiata InnocentiIl primo, avvenuto nello stesso anno, introdusse un nuovo frontale con gruppi ottici più piccoli mentre internamente venne montato il cruscotto della Uno europea seconda serie, modifiche comuni a tutta la gamma FIAT derivata dal progetto 146 quindi adottate anche dal Fiorino e dalle versioni più ricche della locale Uno che nel frattempo cambiò nome in Mille. Qui la Elba tornò ad essere importata in Europa, stavolta col nome originario ma a marchio Innocenti (di proprietà del Gruppo FIAT dal 1990), insieme alla Mille, proposta sempre da Innocenti come alternativa economica alla Punto. Tornò anche la Penny, stavolta sotto il nome di Elba Van e con i vetri posteriori ripristinati. Le due versioni della Elba rimarranno in commercio in Europa fino al 1997, mentre la Mille fu presto sostituita dalle Uno polacche seconda serie, ribattezzate Mille Clip.
- Il secondo, avvenuto nel 1996, stavolta riguardava il posteriore della sola versione berlina: i fanali vennero modificati eliminando gli spazi occupati dai retronebbia che fino ad allora in Brasile avevano avuto solo una funzione estetica: non sono quasi mai stati cablati in quanto, come le frecce laterali sui parafanghi anteriori, non erano necessari secondo le normative Sudamericane dell'epoca. Essi vennero sostituiti da una striscia in plastica verniciata dello stesso colore dell'auto (un po' come quanto accaduto con l'anteriore nel precedente restyling). Il risultato è una linea ulteriormente alleggerita, per certi versi simile a quella della Tempra. In questa forma definitiva la Duna venne prodotta in Argentina fino al 30 dicembre 2000.

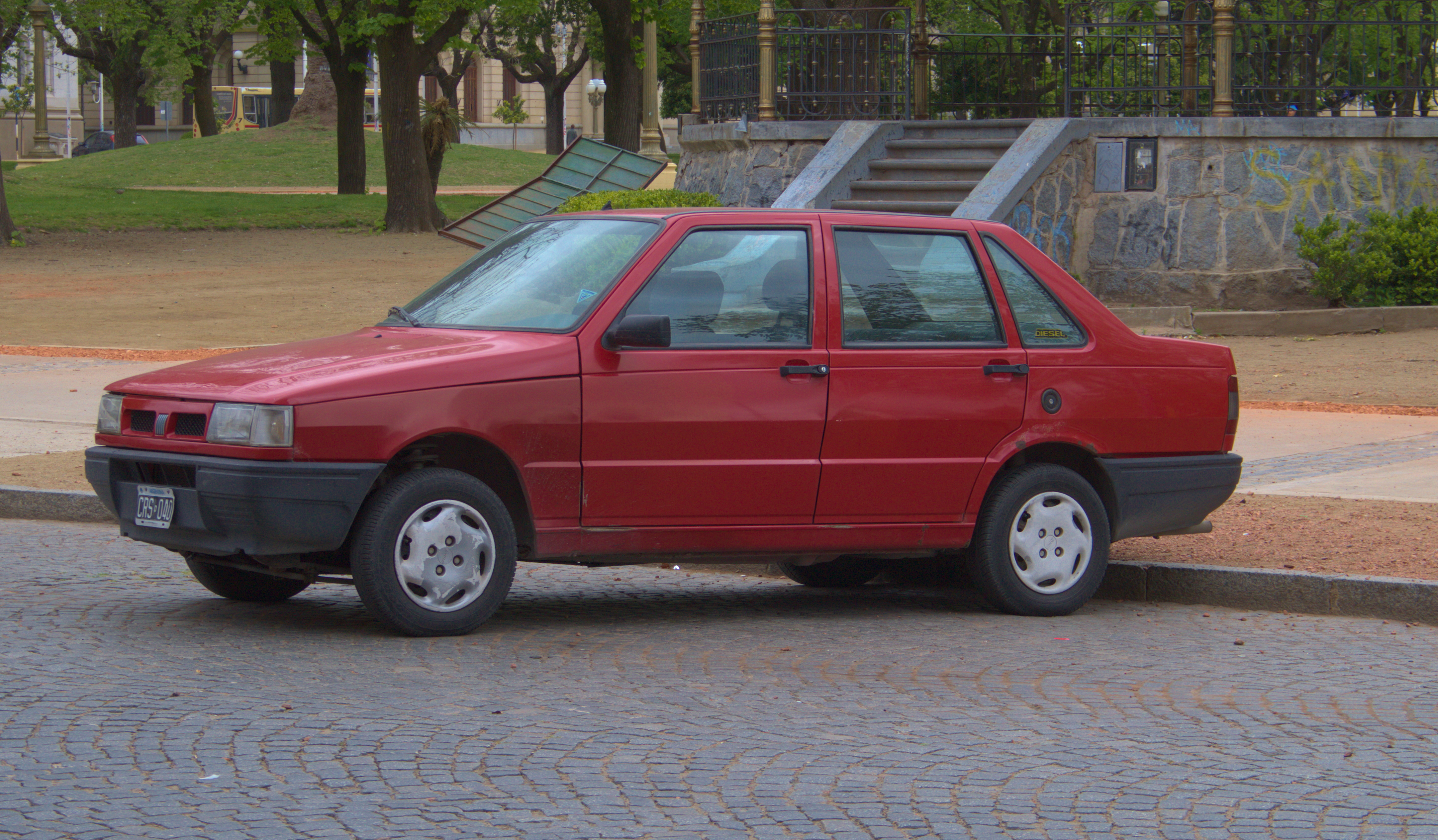
Fiat Duna dal 1996 al 2000

## Nella cultura di massa
La sua linea, definita "sgraziata" da alcuni, divenne bersaglio di scherno e satira che finirono col compromettere l'immagine della vettura, culminando nel 1993 con la pubblicazione da parte della rivista Cuore di un ironico calendario.
La Duna berlina in Europa ha raccolto l'eredità della 128, mentre la Weekend ha rimpiazzato la 127 Panorama. Insieme sono state un successo travolgente in Sudamerica tanto da avere a tutt'oggi un'ampia cerchia di utenti affezionati riuniti in vari club (il più attivo e numeroso si trova nello Stato di San Paolo in Brasile) nonché aziende ancora attive nella produzione di parti di ricambio, specie per ciò che concerne il fenomeno del tuning (non è affatto raro, infatti, incrociarne alcune con sospensioni pneumatiche con altezza regolabile a piacimento da un telecomando senza fili).
Il pubblico italiano, al contrario, era all'epoca orientato verso altri modelli FIAT giudicati più pratici (con portellone posteriore) e gradevoli stilisticamente (come la stessa Uno, la Regata e successivamente la Tipo). 
Comunque, per quanto riguarda il mercato europeo, non si può dire che la vettura sia stata un flop, anzi: la versione Weekend in particolar modo registrò un buon successo di vendite anche con il nuovo marchio fino alla fine, ben oltre la scomparsa della tre volumi.
In Italia, ad esempio, ne furono importate e vendute 55.600 esemplari nel 1987, 24.870 nel 1988, 9.280 esemplari nel 1989 e 4.810 esemplari nel 1990-1991, per un totale di 91.560 esemplari.
Eredi della Duna, della Duna Weekend e della Innocenti Elba sono invece la Siena e la Palio Weekend rispettivamente, lanciate nel 1996. Entrambe fanno parte del progetto FIAT 178.
Nel 2013 la Duna, in tutte le sue versioni, è stata inserita nella lista delle Auto d'interesse storico dall'ACI.